# Pachydema immatura
Pachydema immatura är en skalbaggsart som beskrevs av Hermann Burmeister 1855. Pachydema immatura ingår i släktet Pachydema och familjen Melolonthidae. Inga underarter finns listade i Catalogue of Life.